# 9А84
9А84 — советская и российская самоходная пуско-заряжающая установка из состава ЗРС С-300В.

## Описание конструкции
Пуско-заряжающая установка 9А84 предназначается для хранения, перевозки и заряжания пусковой установки 9А82 двумя зенитными управляемыми ракетами 9М82. Кроме того имеется возможность производить пуск ракет при сопряжении с пусковой установкой 9А82. Для заряжания пусковой установки, на 9А84 имеется специальной крановое оборудование. Заряжание может производиться также с грунта или с транспортных средств, также имеется возможность осуществлять самозаряжание. Основные принципы работы и функционирования машины аналогичны пуско-заряжающей установке 9А85, основным отличием является устройство и работа механизма приведения транспортно-пусковых контейнеров в боевое положение.

### Ходовая часть
Все средства пуско-заряжающей установки 9А84 установлены на специальное гусеничное шасси, имеющее индекс ГБТУ — «Объект 835». Шасси разработано в конструкторском бюро Ленинградского завода имени Кирова. В основе конструкции лежит шасси самоходной пушки 2С7 «Пион». Изменено положение моторно-трансмиссионного отделения (перенесено в кормовую часть машины), узлы и агрегаты шасси по отдельным узлам унифицированы с танками Т-72 и Т-80.

## Модификации
- 9А84 — пусковая установка ЗРС С-300В
- 9А84М — пусковая установка ЗРС С-300ВМ с ЗУР 9М83М
  - 9А84МЭ — экспортный вариант